# هانس-يورغن كلاين
هانس-يورغن كلاين هو سياسي ألماني، ولد في 21 مايو 1952 في Recke ‏ في ألمانيا. نشط حزبياً في تحالف 90/الخضر. وقد انتخب عضو مجلس الشورى الموحد من ولاية سكسونيا السفلى ‏.